# Ptilometra macronema
Ptilometra macronema is een haarster uit de familie Ptilometridae.
De wetenschappelijke naam van de soort werd in 1846 gepubliceerd door Johannes Peter Müller.